# My Mother's Wedding
Pour plus de détails, voir Fiche technique et Distribution.
My Mother's Wedding est un film britannique réalisé par Kristin Scott Thomas, sorti en 2023.

## Synopsis
Trois sœurs retournent dans leur maison familiale pour assister au mariage de leur mère Diana, deux fois veuve.

## Fiche technique
- Titre : My Mother's Wedding
- Ancien titre : North Star
- Réalisation : Kristin Scott Thomas
- Scénario : Kristin Scott Thomas et John Micklethwait
- Musique : Rolfe Kent
- Photographie : Yves Bélanger
- Montage : Joan Sobel
- Production : Finola Dwyer et Steven Rales
- Société de production : Indian Paintbrush, Finola Dwyer Productions et Ridlington Road Productions
- Société de distribution : Vertical Entertainment (États-Unis)
- Pays :  Royaume-Uni
- Genre : Comédie dramatique
- Durée : 95 minutes
- Dates de sortie : 
  -  Canada : 7 septembre 2023 (Festival international du film de Toronto)
  -  Royaume-Uni : 8 août 2025

## Distribution
- Scarlett Johansson : Katherine
- Sienna Miller : Victoria
- Emily Beecham : Georgina
- Kristin Scott Thomas : Diana
- Michael Spicer : Ted Schenlker
- Samson Kayo : Steve
- Lydia Jones : Clara
- Josephine Jones : Daisy
- Ziggy Gardner : Skylar
- Fflyn Edwards : Marcus
- Jamie Schneider : Tom
- James Fleet : Geoff
- Mark Stanley : Charlie
- Joshua McGuire : Jeremy
- Freida Pinto : Jack
- Roger Ashton-Griffiths : Ken
- Daniel Cook : Vicar
- Paul Hunter : Stuart
- Thibault de Montalembert : « The Grand Fromage »
- Rebecca Yeo : Tamzin
- Jonathan Jules : Jones
- Mark Ebulué : le commandant Chris Ndidi
- Mark Dexter : le capitaine
- Terry Cattermole : Perky Perkins

## Accueil
Le film a reçu un accueil mitigé de la critique. Il obtient un score moyen de 46 % sur Metacritic.